# Smile (SMiLE.dk)
Smile è il primo album in studio del gruppo musicale svedese SMiLE.dk, pubblicato nel 1998.

## Successo commerciale
L'album vendette 500.000 copie conquistando il disco d'oro in Giappone e nel 1999 il gruppo ricevette il premio Best International girl group a Hong Kong.

## Tracce
1. Butterfly – 2:58
2. Coconut – 3:23
3. Sweet Senorita – 3:10
4. Middle of the Night – 3:24
5. Tic Toc – 3:00
6. Get out – 3:12
7. Boys – 3:06
8. Mr. Wonderful – 3:14
9. Knock Knock – 3:17
10. Comme ci Comme ca – 3:08

Bonus track per il Giappone e la Malaysia
1. Happy in Love – 3:26